# The Eclectic Review
The Eclectic Review est un périodique mensuel britannique de la première partie du XIXe siècle destiné à un lectorat lettré de toute classe sociale. Publié entre 1805 et 1868, il fait la revue des livres de tous domaines dont notamment la littérature, l'histoire, la théologie, la politique, les sciences, les arts et la philosophie. The Eclectic Review se concentre particulièrement sur la littérature en faisant des articles sur les écrivains du mouvement romantique comme William Wordsworth et Lord Byron ou les romanciers émergents de l'époque victorienne comme Charles Dickens. À la différence des autres publications de son époque elle examine également la littérature américaine comme Washington Irving.

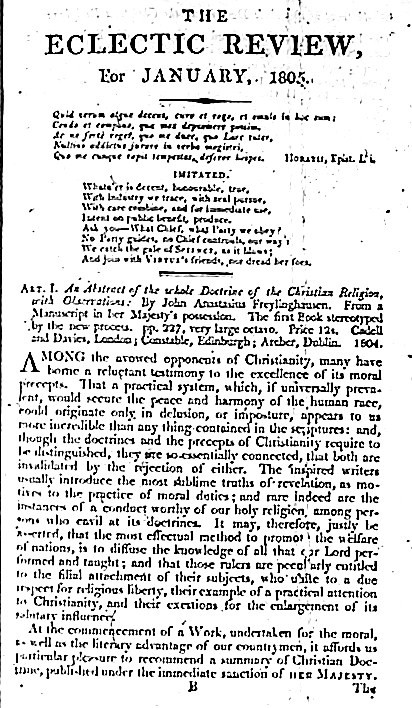
Première page du premier numéro de The Eclectic Review

Bien que fondé par des dissidents anglais — protestants non rattachés à l'Église anglicane —, il s'emploie à respecter une ligne éditoriale non-confessionnelle. Toutefois, ce contexte religieux contribue à un tonalité intellectuelle sérieuse. Dans sa forme, il ressemble à ses débuts aux périodiques du 18e siècle, la revue s'adapte à la concurrence du début du 19e siècle en modifiant son style en faisant des articles plus longs et plus critiques. Il connaît le succès pendant sa publication.
L'histoire éditoriale de The Eclectic Review peut être divisée en quatre périodes :
- La première période est marquée par le cofondateur Daniel Parken, qui contribue à établir la popularité de la revue ;
- Après le décès de Parken, Josiah Conder, en assure la rédaction de 1813 à 1836, pendant une période financière difficile ;
- De 1837 à 1855, Thomas Price est rédacteur et renoue avec la popularité et le succès ;
- Pendant ses dernières années, la revue a connu ses meilleures années avec plusieurs personnalités. Elles sont peu connues de nos jours mais on compte parmi elles le poète James Montgomery, des sommités de l'époque comme l'abolitionniste George Thompson et le théologien Adam Clarke.

## Création et compétition
Calqués sur les périodiques du 18e siècle comme le Monthly Review et The Critical Review, les numéros de l'Eclectic Review contiennent typiquement plusieurs longs articles suivis de courtes notices. Les longs articles comportent une revue de livres sur le même sujet puis une série d'essais sur un livre unique comme moyen de débattre sur un sujet plus vaste. Cependant, au contraire de ses modèles du 18e siècle l'Eclectic est capable de rivaliser avec ses concurrents du début du 19e siècle comme l'Edinburgh Review, le The Quarterly Review et le Westminster Review (en). Comme James Basker (en) explique que l'Edinburgh Review était son « plus illustre et plus antagoniste rival » et comme lui, the Eclectic « proposait des critiques sophistiquées qui s'éloignaient presque complètement des techniques de citation abstraites à l'ancienne, au profit d'une véritable évaluation critique des livres et de leur signification dans le contexte plus large de l'auteur et de sa tradition formelle ou intellectuelle ».
L'Eclectic est fondé, sans être dominé, sur les principes non-conformistes. À la différence de la plupart des périodiques de l'époque, la publication est sans but lucratif. Depuis sa création, tous les profits sont offerts à la British and Foreign Bible Society. L'affiliation religieuse du périodique, pourtant non-confessionnel, peut avoir affectée son contenu. Basker estime que son socle religieux sont en lien avec « forte proportion de discussions intellectuelles sérieuses et un traitement moins important que d'habitude réservé aux formes plus légères, tels que le théâtre et le roman ».

## Rédacteurs et contributeurs
L'histoire de The Eclectic Review peut être divisée en quatre périodes. Pendant les premières années, la revue est dirigée par Samuel Greatheed (en) un prêtre dissident, cependant, c'est le cofondateur et confrère dissident Daniel Parken (en) qui augmente le lectorat la liste des contributeurs à la revue alors qu'il est rédacteur en chef de 1806 à 1812. Il est responsable de ce que Basker nomme « une ligne éditoriale d'éclairage non-confessionnel (voir œcuménique)de la revue ». Après le décès de Parken en 1812, Theophilus Williams (en) prend la direction du périodique. Elle disparaît presque jusqu'à ce qu'il soit repris par Josiah Conder en 1813, avec qui s'ouvre la deuxième période de la revue. Conder poursuit la publication jusqu'en 1836, en finançant lui-même la revue et en écrivant souvent seul des numéros entiers. De 1837 à 1855, la 3e période Thomas Price dirige la revue (à l'exception de 3 mois où William Linwood (en) essaye de prendre le pouvoir éditorial). Selon Basker, « Price revigore l'Eclectic », en suivant une ligne neutre vis-à-vis de la religion, en élargissant les sujets traités aux publications étrangères, et en diminuant le prix de deux shillings à dix-huit penny. Son but était d'avoir un public de . Quand sa santé décline, Price il collabore avec William Hendry Stowell (en) de 1851 à 1855 puis avec son successeur en 1855, Jonathan Edwards Ryland (en). La dernière période de la revue est plus instable selon Basker et commence avec le départ de Price. Un éditeur anonyme remplace Ryland et transforme l'Eclectic en un recueil. Edwin Paxton Hood (en) reprend la direction en janvier 1861 pour retrouver sa vocation de revue, accroître la taille de chaque numéro et baisser le prix encore plus. Selon Basker, ces dernières années sont couronnées de succès et la plus aboutie des journaux de revue.
Environ 60 contributeurs de l'Eclectic ont été identifiés. Basker écrit que « peu sont particulièrement connus mais ont leur jour de gloire ». Seuls deux ou trois sont encore notables de nos jours : James Mill, le père du philosophe John Stuart Mill, le poète et l'ami de Lord Byron, James Montgomery et l'homme de lettres, Edwin Paxton Hood (en). Cependant, Basker note que « bien que les autres puissent être oubliés aujourd'hui, il est néanmoins vrai de dire (comme l'un de ses rédacteurs en chef l'a déclaré dans les années 1830) que les pages de l'[Eclectic] ont été enrichies par les contributions de nombreux des plus puissants intellectuels du monde ». Parmi eux figurent le mathématicien, scientifique et théologien Olinthus Gilbert Gregory (en), le théologien Adam Clarke, l'abolitionniste George Thompson, le réformiste Andrew Reed et le théologien, scientifique et philanthrope Thomas Chalmers.

## Public
Basker écrit que l'Eclectic « visait clairement un lecteur d'un niveau littéraire et intellectuel d'un haut niveau » mais « cherchait tous sauf une audience élitiste ». Les fondateurs ont fixé un prix bas délibérément pour que plusieurs classes sociales puissent commander le journal. Ses revues d'encyclopédies familiales comme Dionysius Lardner's Cabinet Cyclopedia montre qu'elles visent les classes moyennes basses et classes populaires.

## Contenu

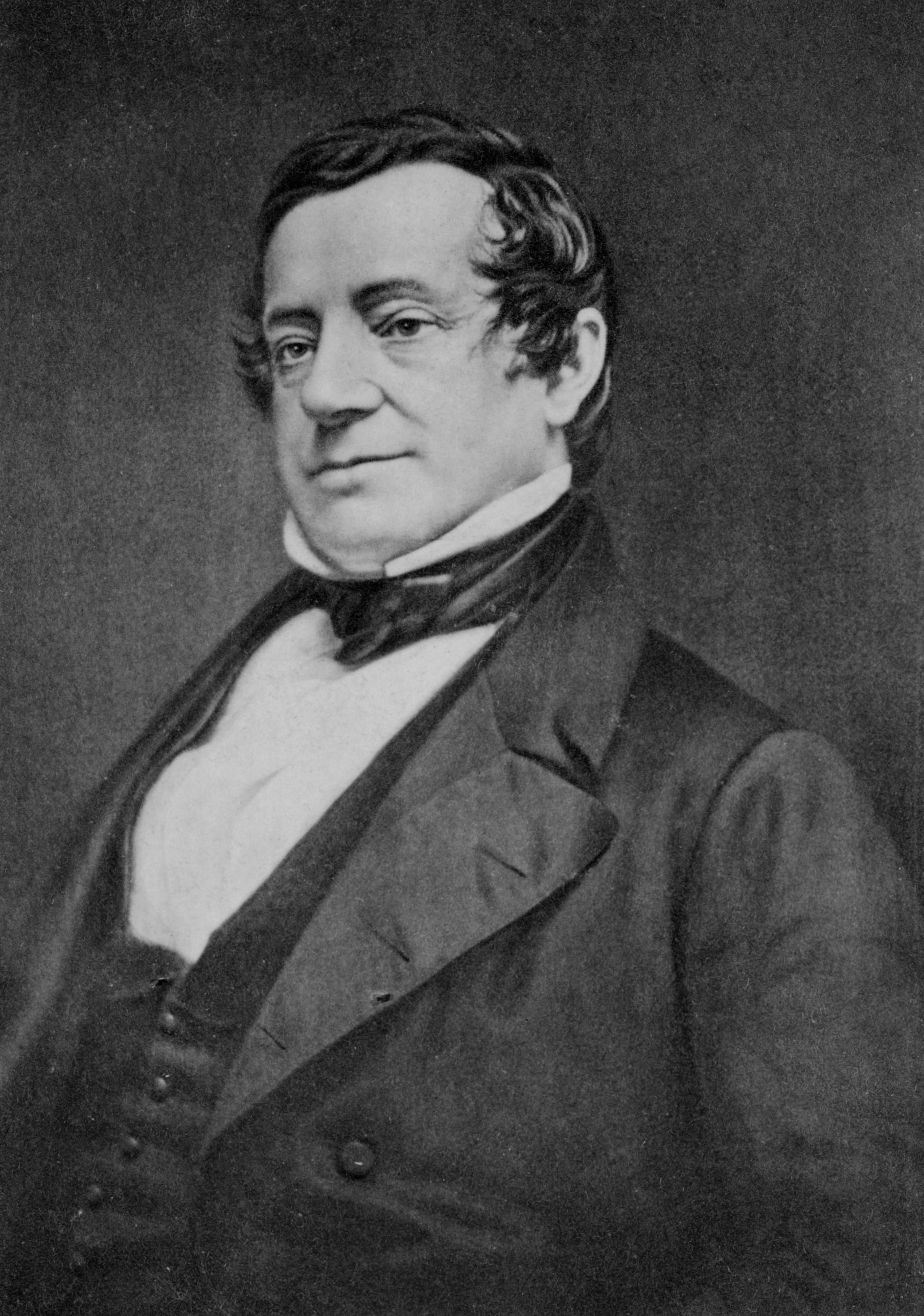
L'Eclectic illustre la littérature américaine comme celle de Washington Irving.

L'Eclectic traite de la littérature américaine plus que n'importe quel périodique anglais de cette époque,. En 1806, une section entière est consacrée à la littérature. Comme Basker l'explique, « cette attention continue à l'égard de la littérature américaine est plus qu'une curiosité condescendante pour la culture de la jeune république. Encore plus remarquable, même au début des années 1810, les auteurs américains font l'objet du même sérieux que les auteurs de langue anglaise ou des autres langues européennes ». Par exemple, en 1820 l'Eclectic commence un article sur le Sketch Book of Geoffrey Crayon de Washington Irving, en disant que « la première production purement littéraire issue de la production américaine, qui pourrait prétendre se classer, au point de vue du talent original et de l’élégance classique du style, avec les meilleurs auteurs anglais ».
Les auteurs anglais font cependant plus l'objet d'attention que les auteurs américains, et parmi eux William Wordsworth est celui qui a le plus d'articles. Des essais sont écrits sur le nouveau mouvement romantique. En général, l'Eclectic préfère à Samuel Taylor Coleridge, en particulier après la publication de Kubla Khan, l'appelant à « rompre avec ses habitudes abandonnées et luxueuses, et se préparer à l’exercice intellectuel ». Percy Bysshe Shelley est critiqué pour son côté profane et son athéisme, cependant John Keats est jugé comme « prometteur ». Après Wordsworth, le poète Lord Byron est le plus évoqué. L'Eclectic le critique mais annonce que Le Pèlerinage de Childe Harold, le lecteur pourra « être ébloui jusqu'aux larmes ». Les principaux romanciers de ce temps ne sont pas oubliés. Par exemple, les romans de Walter Scott sont traités à cause de leur popularité « mais ses œuvres sont considérées avec une certaine ambiguïté ». En écrivant sur Ivanhoé, par exemple, le chroniqueur écrit que « une des plus brillantes des productions de l'auteur » mais un « échec » en tant que roman de chevalerie. Presque tous les romans de Charles Dickens sont traités dans la revue comme les livres des sœurs Brontë, William Makepeace Thackeray, Anthony Trollope, Victor Hugo et George Eliot. Selon Basker, « le traitement des romans par la revue est équilibré, perspicace et sophistiqué ». L'Eclectic travaille aussi sur des personnalités importantes comme George Crabbe, Robert Burns, James Hogg, William Hazlitt, Stendhal et Johann Wolfgang von Goethe. Il ne craint pas de traiter des œuvres d'auteurs controversés comme Thomas de Quincey. La revue fait des articles tant sur Elizabeth Barrett Browning et compare Robert Browning à Alfred Tennyson. L'Eclectic revendique d'être le premier à découvrir les Goblin Market and Other Poems de Christina Rossetti.
Comme Basker l'écrit « au-delà, l'Eclectic couvre les livres de tous les domaines imaginables ». Par exemple, le numéro de janvier 1845 comporte 7 grands articles ; trois concernent la littérature et les autres ont trait à la théologie, la politique, l'éducation et l'histoire. L'Eclectic parle aussi des expositions artistiques. Par ailleurs, les sujets scientifiques et philosophiques reçoivent un important espace. Ainsi le Mouvement d'Oxford et L'Origine des espèces de Charles Darwin y sont présentés. Basker écrit que la revue fait preuve d'une remarquable tolérance pour les autres groupes religieux pas seulement pour les protestants mais aussi pour les catholiques et les juifs. La revue est fortement opposée à l'esclavage et soutient les réformes sociales.

## Réception
L'Eclectic, au plus fort de son succès, « réjouit un large lectorat en Grande-Bretagne, aux États-Unis et probablement dans l'Empire britannique » selon Basker. Le journal était repris aux États-Unis par Foster, Bisbee, and Col. de New York.

## The Eclectic Reviewen-ligne
La quasi-totalité des éditions sont disponibles en-ligne

### Première séries (1805-1813)
- Eclectic Review, vol. 1, pt 1, janvier-juin 1805, 490 p. (lire en ligne)
- Eclectic Review, vol. 1, pt 2, juillet-décembre 1805, 498 p. (lire en ligne)

- Eclectic Review, vol. 2, pt 1, janvier-juin 1806, 484 p. (lire en ligne)

- Eclectic Review, vol. 2, pt 2, juillet-décembre 1806, 593 p. (lire en ligne)

- Eclectic Review, vol. 3, pt 1, janvier-juin 1807, 583 p. (lire en ligne)

- Eclectic Review, vol. 3, pt 2, juillet-décembre 1807, 579 p. (lire en ligne)

- Eclectic Review, vol. 4, pt 1, juillet-décembre 1808, 579 p. (lire en ligne)
- Eclectic Review, vol. 4, pt 2, juillet-décembre 1808, 574 p. (lire en ligne)
- Eclectic Review, vol. 5, pt 1, janvier-juin 1809, 586 p. (lire en ligne)

- Eclectic Review, vol. 5, pt 2, juillet-décembre 1809, 583 p. (lire en ligne)

- Eclectic Review, vol. 6, pt 1, janvier-juin 1810, 570 p. (lire en ligne)
- Eclectic Review, vol. 6, pt 2, juillet-décembre 1810, 592 p. (lire en ligne)

- Eclectic Review, vol. 7, pt 1, janvier-juin 1811 (lire en ligne)

- Eclectic Review, vol. 7, pt 2, juillet-décembre 1811, 571 p. (lire en ligne)

- Eclectic Review, vol. 8, pt 1, janvier-juin 1812, 646 p. (lire en ligne)

- Eclectic Review, vol. 8, pt 2, juillet-décembre 1812, 665 p. (lire en ligne)
- Eclectic Review, vol. 9, janvier-juin 1813, 661 p. (lire en ligne)

- Eclectic Review, vol. 10, juillet-décembre 1813, 653 p. (lire en ligne)

### Seconde séries (1814-1828)
- Eclectic Review, vol. 1, janvier-juin 1814, 678 p. (lire en ligne)

- Eclectic Review, vol. 2, juillet-décembre 1814, 664 p. (lire en ligne)

- Eclectic Review, vol. 3, janvier-juin 1815, 650 p. (lire en ligne)

- Eclectic Review, vol. 4, juillet-décembre 1815, 648 p. (lire en ligne)

- Eclectic Review, vol. 5, janvier-juin 1816, 644 p. (lire en ligne)

- Eclectic Review, vol. 6, juillet-décembre 1816, 638 p. (lire en ligne)

- Eclectic Review, vol. 7, janvier-juin 1817, 630 p. (lire en ligne)

- Eclectic Review, vol. 8, juillet-décembre 1817, 640 p. (lire en ligne)

- Eclectic Review, vol. 9, janvier-juin 1818, 644 p. (lire en ligne)

- Eclectic Review, vol. 10, juillet-décembre 1818, 620 p. (lire en ligne)

- Eclectic Review, vol. 11, janvier-juin 1819, 622 p. (lire en ligne)

- Eclectic Review, vol. 12, juillet-décembre 1819, 616 p. (lire en ligne)

- Eclectic Review, vol. 13, janvier-juin 1820, 608 p. (lire en ligne)

- Eclectic Review, vol. 14, juillet-décembre 1820, 606 p. (lire en ligne)

- Eclectic Review, vol. 15, janvier-juin 1821, 596 p. (lire en ligne)

- Eclectic Review, vol. 16, juillet-décembre 1821, 587 p. (lire en ligne)

- Eclectic Review, vol. 17, janvier-juin 1822, 587 p. (lire en ligne)

- Eclectic Review, vol. 18, juillet-décembre 1822, 588 p. (lire en ligne)

- Eclectic Review, vol. 19, janvier-juin 1823, 587 p. (lire en ligne)

- Eclectic Review, vol. 20, juillet-décembre 1823, 585 p. (lire en ligne)

- Eclectic Review, vol. 21, janvier-juin 1824, 588 p. (lire en ligne)

- Eclectic Review, vol. 22, juillet-décembre 1824, 585 p. (lire en ligne)

- Eclectic Review, vol. 23, janvier-juin 1825, 601 p. (lire en ligne)

- Eclectic Review, vol. 24, juillet-décembre 1825, 582 p. (lire en ligne)

- Eclectic Review, vol. 25, janvier-juin 1826, 588 p. (lire en ligne)

- Eclectic Review, vol. 26, juillet-décembre 1826, 588 p. (lire en ligne)

- Eclectic Review, vol. 27, janvier-juin 1827, 588 p. (lire en ligne)

- Eclectic Review, vol. 28, juillet-décembre 1827, 591 p. (lire en ligne)

- Eclectic Review, vol. 29, janvier-juin 1828, 588 p. (lire en ligne)

- Eclectic Review, vol. 30, juillet-décembre 1828, 588 p. (lire en ligne)

### Troisième série (1829-1837)
- Eclectic Review, vol. 1, janvier-juin 1829, 585 p. (lire en ligne)
- Eclectic Review, vol. 2, juillet-décembre 1829, 570 p. (lire en ligne)

- Eclectic Review, vol. 3, janvier-juin 1830, 580 p. (lire en ligne)

- Eclectic Review, vol. 4, juillet-décembre 1830, 582 p. (lire en ligne)

- Eclectic Review, vol. 5, janvier-juin 1831, 565 p. (lire en ligne)

- Eclectic Review, vol. 6, juillet-décembre 1831, 569 p. (lire en ligne)

- Eclectic Review, vol. 7, janvier-juin 1832, 559 p. (lire en ligne)

- Eclectic Review, vol. 8, juillet-décembre 1832, 599 p. (lire en ligne)

- Eclectic Review, vol. 9, janvier-juin 1833, 524 p. (lire en ligne)
- Eclectic Review, vol. 10, juillet-décembre 1833, 565 p. (lire en ligne)

- Eclectic Review, vol. 11, janvier-juin 1834, 559 p. (lire en ligne)

- Eclectic Review, vol. 12, juillet-décembre 1834, 561 p. (lire en ligne)

- Eclectic Review, vol. 13, janvier-juin 1835, 526 p. (lire en ligne)

- Eclectic Review, vol. 14, juillet-décembre 1835, 539 p. (lire en ligne)

- Eclectic Review, vol. 15, janvier-juin 1836, 530 p. (lire en ligne)

- Eclectic Review, vol. 16, juillet-décembre 1836, 574 p. (lire en ligne)

### Quatrième série (1837-1850)
- Eclectic Review, vol. 1, janvier-juin 1837, 626 p. (lire en ligne)

- Eclectic Review, vol. 2, juillet-décembre 1837, 678 p. (lire en ligne)

- Eclectic Review, vol. 3, janvier-juin 1838, 728 p. (lire en ligne)

- Eclectic Review, vol. 4, juillet-décembre 1838, 736 p. (lire en ligne)

- Eclectic Review, vol. 5, janvier-juin 1839, 746 p. (lire en ligne)

- Eclectic Review, vol. 6, juillet-décembre 1839, 744 p. (lire en ligne)

- Eclectic Review, vol. 7, janvier-juin 1840, 734 p. (lire en ligne)

- Eclectic Review, vol. 8, juillet-décembre 1840, 734 p. (lire en ligne)

- Eclectic Review, vol. 9, janvier-juin 1841, 734 p. (lire en ligne)

- Eclectic Review, vol. 10, juillet-décembre 1841, 614 p. (lire en ligne)

- Eclectic Review, vol. 11, janvier-juin 1842, 732 p. (lire en ligne)

- Eclectic Review, vol. 12, juillet-décembre 1842, 730 p. (lire en ligne)

- Eclectic Review, vol. 13, janvier-juin 1843, 730 p. (lire en ligne)

- Eclectic Review, vol. 14, juillet-décembre 1843, 726 p. (lire en ligne)

- Eclectic Review, vol. 15, janvier-juin 1844, 749 p. (lire en ligne)

- Eclectic Review, vol. 16, juillet-décembre 1844, 754 p. (lire en ligne)

- Eclectic Review, vol. 17, janvier-juin 1845, 757 p. (lire en ligne)

- Eclectic Review, vol. 18, juillet-décembre 1845, 750 p. (lire en ligne)

- Eclectic Review, vol. 19, janvier-juin 1846, 774 p. (lire en ligne)

- Eclectic Review, vol. 20, juillet-décembre 1846, 790 p. (lire en ligne)

- Eclectic Review, vol. 21, janvier-juin 1847, 794 p. (lire en ligne)

- Eclectic Review, vol. 22, juillet-décembre 1847, 782 p. (lire en ligne)

- Eclectic Review, vol. 23, janvier-juin 1848, 782 p. (lire en ligne)

- Eclectic Review, vol. 24, juillet-décembre 1848, 777 p. (lire en ligne)

- Eclectic Review, vol. 25, janvier-juin 1849, 797 p. (lire en ligne)

- Eclectic Review, vol. 26, juillet-décembre 1849, 782 p. (lire en ligne)

- Eclectic Review, vol. 27, janvier-juin 1850, 806 p. (lire en ligne)

- Eclectic Review, vol. 28, juillet-décembre 1850, 777 p. (lire en ligne)

### Cinquième série (1851-1856)
- Eclectic Review, vol. 1, janvier-juin 1851, 778 p. (lire en ligne)

- Eclectic Review, vol. 2, juillet-décembre 1851, 792 p. (lire en ligne)

- Eclectic Review, vol. 3, janvier-juin 1852, 779 p. (lire en ligne)

- Eclectic Review, vol. 4, juillet-décembre 1852, 782 p. (lire en ligne)

- Eclectic Review, vol. 5, janvier-juin 1853, 774 p. (lire en ligne)

- Eclectic Review, vol. 6, juillet-décembre 1853, 782 p. (lire en ligne)

- Eclectic Review, vol. 7, janvier-juin 1854, 774 p. (lire en ligne)

- Eclectic Review, vol. 8, juillet-décembre 1854, 773 p. (lire en ligne)

- Eclectic Review, vol. 9, janvier-juin 1855, 794 p. (lire en ligne)

- Eclectic Review, vol. 10, juillet-décembre 1855, 774 p. (lire en ligne)

- Eclectic Review, vol. 11, janvier-juin 1856, 660 p. (lire en ligne)

- Eclectic Review, vol. 12, juillet-décembre 1856, 632 p. (lire en ligne)

### Sixième série (1857-1858)
- Eclectic Review, vol. 1, janvier-juin 1857, 664 p. (lire en ligne)

- Eclectic Review, vol. 2, juillet-décembre 1857, 642 p. (lire en ligne)

- Eclectic Review, vol. 3, janvier-juin 1858, 590 p. (lire en ligne)

- Eclectic Review, vol. 4, juillet-décembre 1858, 572 p. (lire en ligne)

### Septième série (1859-1861)
- Eclectic Review, vol. 1, janvier-juin 1859, 672 p. (lire en ligne)

- Eclectic Review, vol. 2, juillet-décembre 1859, 664 p. (lire en ligne)

- Eclectic Review, vol. 3, janvier-juin 1860, 664 p. (lire en ligne)

- Eclectic Review, vol. 4, juillet-décembre 1860, 654 p. (lire en ligne)

- Eclectic Review, vol. 5, janvier-juin 1861, 664 p. (lire en ligne)

### Huitième série (1861-1868)
- Eclectic Review, vol. 1, juillet-décembre 1861, 764 p. (lire en ligne)

- Eclectic Review, vol. 2, janvier-juin 1862, 582 p. (lire en ligne)

- Eclectic Review, vol. 3, juillet-décembre 1862, 558 p. (lire en ligne)

- Eclectic Review, vol. 4, janvier-juin 1863, 583 p. (lire en ligne)

- Eclectic Review, vol. 5, juillet-décembre 1863, 564 p. (lire en ligne)

- Eclectic Review, vol. 6, janvier-juin 1864, 768 p. (lire en ligne)

- Eclectic Review, vol. 7, juillet-décembre 1864, 718 p. (lire en ligne)

- Eclectic Review, vol. 8, janvier-juin 1865, 626 p. (lire en ligne)

- Eclectic Review, vol. 9, juillet-décembre 1865, 584 p. (lire en ligne)

- Eclectic Review, vol. 10, janvier-juin 1866 MANQUANT

- Eclectic Review, vol. 11, juillet-décembre 1866, 549 p. (lire en ligne)

- Eclectic Review, vol. 12, janvier-juin 1867, 467 p. (lire en ligne)

- Eclectic Review, vol. 13, juillet-décembre 1867, 508 p. (lire en ligne)

- Eclectic Review, vol. 14, janvier-juin 1868, 576 p. (lire en ligne)

- Eclectic Review, vol. 15, juillet-décembre 1868 MANQUANT